# Frans Spiessens
Frans Spiessens (* 12. August 1911 in Ruisbroek; † 8. Mai 1953) war ein belgischer Radrennfahrer.

## Sportliche Laufbahn
Spiessens war im Straßenradsport aktiv. Von 1934 bis 1939 war er Unabhängiger und Berufsfahrer. Den Grand Prix Frans Melckenbeek gewann er 1935. 1938 siegte er im Eintagesrennen Schaal Sels Merksem und 1939 in der Ronde van Limburg. In der Großdeutschlandfahrt 1939 gewann er zwei Etappen, in der Gesamtwertung kam er auf den 10. Platz. Bei Paris–Brüssel 1935 kam er auf den 4. Platz.